# Cape Coral, Florida
Cape Coral, Florida là một thành phố nằm bên vịnh Mexico thuộc quận Lee trong bang Florida, Hoa Kỳ. Thành phố có tổng diện tích 310 km², trong đó diện tích đất là km². Theo điều tra dân số Hoa Kỳ năm 2010, thành phố có dân số 154.305 người.
Cape Coral được thành lập vào năm 1957 và phát triển như là một cộng đồng có quy hoạch tổng thể kế. Cape Coral là lớn nhất thành phố giữa Tampa và Miami. Đó là một thành phố chính ở khu vực thống kê đô thị Cape Coral-Fort Myers, Florida có tổng dân số 645.899 người vào năm 2009. Thành phố này có hơn 400 dặm (640 km) đường thủy, Cape Coral có nhiều dặm kênh mương hơn so với bất kỳ thành phố nào khác trên thế giới.